# Karel Boleslav Štorch
Karel Boleslav Štorch (15. listopadu 1812 Klatovy – 21. listopadu 1868 Klatovy) byl český obrozenecký spisovatel a novinář. Publikoval i pod pseudonymem Čáp-Klatovský.

## Život
Studoval v Klatovech, Českých Budějovicích a Praze.
Po studiu komptability (účetnictví) v Praze nastoupil jako praktikant ve státní (od r. 1860 zemské) účtárně.
Už v mládí se zapojil do obrozeneckého hnutí. Roku 1833 uveřejnil básně v Amerlingově Květomluvě a o něco později aforismy Tříšky v Květech. Roku 1843 se stal redaktorem Vlastimila a dva roky na to Včely. Přispíval do nich i dějepisnými články, například o historii Rakouska.
V roce 1848 napsal několik zásadních článků, například Po drobnu příčiny, do velika účinky nebo Rakouský sněm říšský ve Vídni. Podporoval myšlenku na přeměnu Rakouska ve federaci a doporučoval vkládat naděje do českého, nikoliv rakouského sněmu. Jeho publicistika ale v té době nenacházela většího ohlasu.
Později zveřejňoval i vědecké texty, zejména v Časopise Českého musea; mezi jinými Filosofie a literatura naše nebo Zeměpis filosofický. Roku 1867 napsal pro Světozor článek Co nám vypravují zříceniny pompejské. Účastnil se také činnosti různých spolků, hlavně jako účetní.
Nestál nikdy v popředí, nepatřil k populárním osobnostem, neměl podíl na velkých událostech. Význam má jako jeden z těch, kdo v první polovině 19. století přispěli k obnovení české kultury.
Zemřel roku 1868 v Klatovech. Pohřben byl na Malostranském hřbitově v Praze. Ten byl posléze zrušen, jeho hrob byl tedy později přemístěn na Vinohradský hřbitov.